# Seminário de Mariana
O Seminário de Mariana é a mais antiga instituição de ensino de Minas Gerais, fundado em 1750, pelo Bispo Dom Frei Manuel da Cruz para atender a formação do clero da diocese. Suas antigas instações são, atualmente, o Museu da Música, o Seminário Nossa Senhora da Boa Morte (Instituto de Ciências Humanas e Sociais, da Universidade Federal de Ouro Preto) e o Seminário Maior São José.

## Histórico

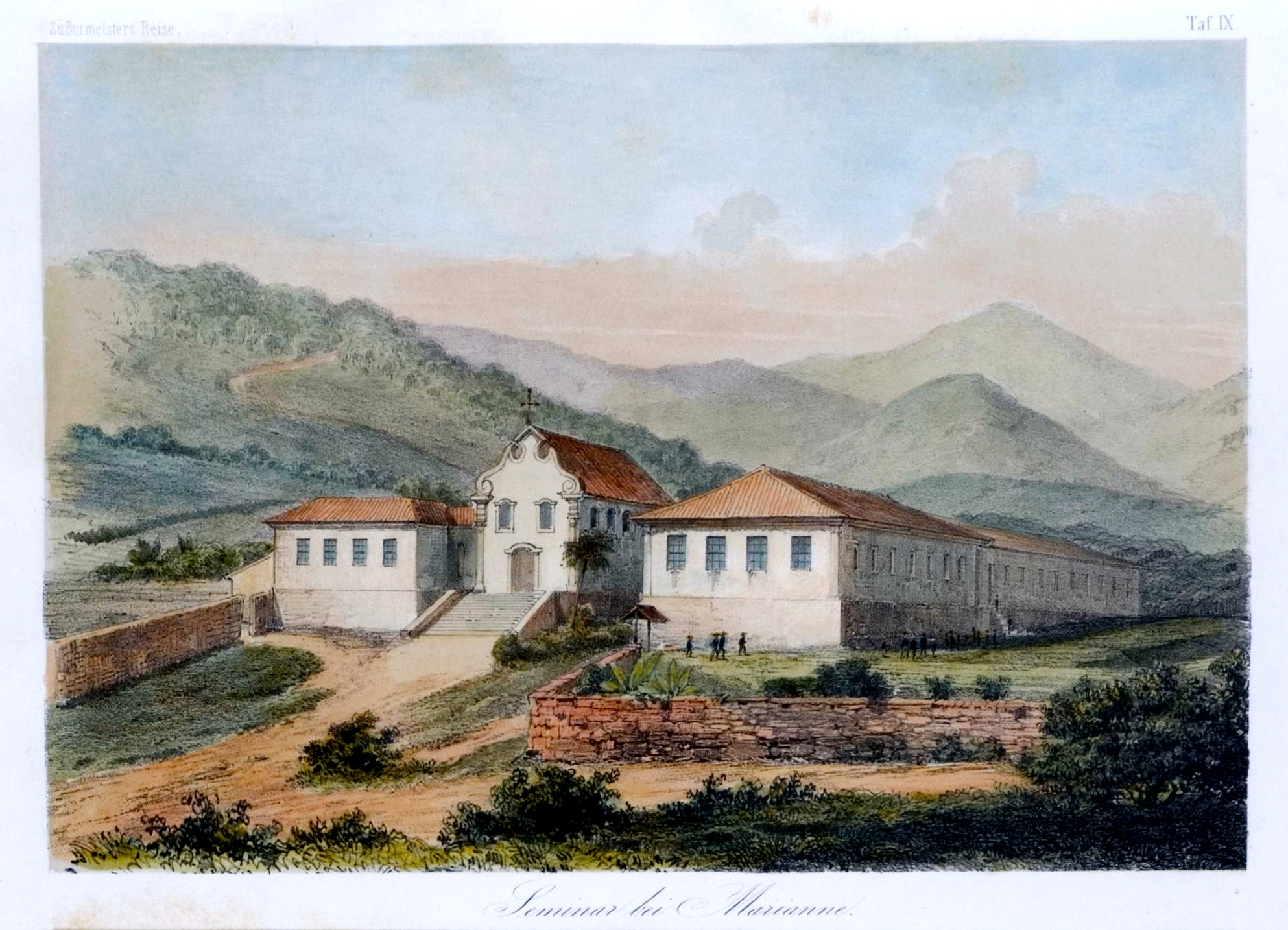
Seminario da Boa Morte de Mariana, por Hermann Burmeister (1853)

O Seminário de Mariana foi fundado em 20 de dezembro de 1750 pelo primeiro bispo da diocese de Mariana, Dom Frei Manuel da Cruz. Esta foi uma das primeiras preocupações deste bispo ao chegar no território de sua nova diocese, atendendo aos pedidos do Concílio de Trento. Com sua criação, Dom Frei Manuel da Cruz buscava respeitar a orientação da Reforma católica de aprimorar a formação dos clérigos, evitar as despesas que os moradores de Minas faziam para mandarem seus filhos aos estudos do Rio de Janeiro e da Bahia e ultrapassar a “pequenez” de Mariana e a “rudeza de meninos incultos”.
Para isso foi doada por um fiel, o Manuel Torres de Quintanilha, uma chácara, onde dom Frei Manuel pode construir o prédio do Seminário e o Palácio Episcopal. Deu ao seminário o nome de Seminário de Nossa Senhora da Boa Morte. Para a sua direção, Dom Frei Manuel da Cruz quis chamar os jesuítas, pedindo de forma especial ao rei, que lhe enviasse o seu amigo Padre Malagrida. Por causa da oposição aos jesuítas, que já se instalavam na corte portuguesa, seu pedido nunca teve resposta. Como primeiro reitor de seu novo seminário foi enviado o Padre José Nogueira. Este período de direção, porém, durou pouco. 
Com a expulsão dos jesuítas do Brasil, sancionada pela política do Marquês de Pombal, em 1758 os padres dessa ordem religiosa foram afastados da direção do Seminário de Mariana. Assim Dom Frei Manuel nomeou os padres diocesanos para a direção da instituição de ensino. Estes, por sua vez, continuaram na direção até 1853, quando Dom Antônio Ferreira Viçoso entregou o Seminário aos cuidados de seus confrades, os padres da Congregação da Missão. Nesta fase o seminário experimentou seu período áureo.
Em 1934, o arcebispo Dom Helvécio Gomes de Oliveira, atendendo os pedidos do Vaticano de criar melhores condições aos cursos seminarísticos, e disposto a oferecer melhores acomodações aos seminaristas, desmembrou o antigo Seminário de Nossa Senhora da Boa Morte em dois institutos: O Seminário Menor, que continuaria a se chamar Nossa Senhora da Boa Morte e o Seminário Maior, que se chamaria São José e abrigaria os alunos dos chamados cursos maiores, Filosofia e Teologia. Para isso construiu um novo prédio para abrigar o Seminário Maior São José.

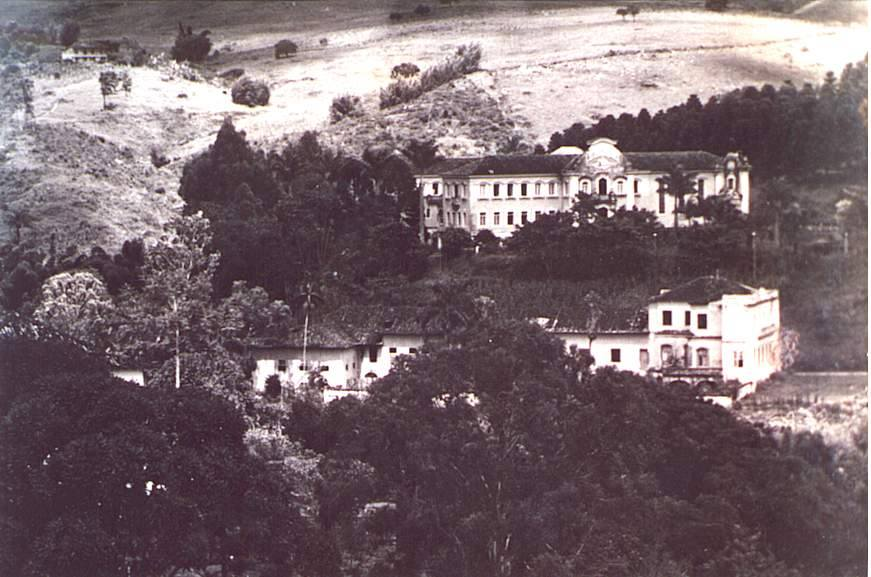
Seminário Maior de São José (acima), após inauguração em 15 de agosto de 1934, e Palácio da Olaria (abaixo, na época como Ginásio Arquidiocesano)

A partir de 1967, por determinação de Dom Oscar de Oliveira, a direção do seminário voltou às mãos dos padres diocesanos. Seu primeiro reitor, nesta nova fase, foi o padre Geraldo Magela Reis. Em 1991, Dom Luciano Mendes de Almeida, acatando sugestão da Assembleia do Clero, desmembra o seminário maior em duas casas distintas para os alunos de Filosofia e Teologia.
A partir de 1979, o Seminário da Boa Morte passou a agregar o Instituto de Ciências Humanas e Sociais, campus da Universidade Federal de Ouro Preto.
Assim, desde 1991 o Seminário de Mariana funciona em 4 casas e etapas diferentes: a Comunidade Vocacional (criada em 2008), que atende os alunos do Ensino Médio (antigo Seminário Menor) e funciona junto à Paróquia de São Sebastião em Barbacena; o Propedêutico, etapa anterior aos cursos maiores que funciona junto a Paróquia do Bom Pastor em Barbacena; a Filosofia, que funciona em Mariana e a Teologia que funciona na Casa São José, em Mariana. Seu reitor é o padre Sérgio José da Silva.

## Capela de Nossa Senhora da Boa Morte
A capela localiza-se elevada em um suave declive no terreno do seminário menor, bem em frente ao seminário. A fachada da capela é composta por portal de entrada em verga curva e porta almofadada. Acima desta, duas janelas rasgadas guarnecidas com guarda-corpo com balaústres. Frontão recortado no nível da fachada, sem interrupção da cimalha. Os cunhais sustentam entablamentos curtos e volutas que dão partida ao frontão movimentado. Possui óculo superior curvilíneo, encimando relógio circular. No topo do frontão, também há uma grande cruz.
O interior da capela é composto por um conjunto de altar e retábulo de linhas simples, porém elegantes, com colunas compósitas ornamentadas de talha na base e no terço inferior. Toda a talha é de excelente qualidade, incluindo o perfil do camarim, o trono e os nichos laterais, reproduzindo, em menor escala, a ornamentação da Sé. As imagens que ainda figuram nesses altares são as mesmas da época de fundação e construção do Seminário, entre 1750 e 1754. São elas as imagens de Santo Inácio, São Bento, São Bernardo, os crucifixos, a Virgem da Boa Morte e Nossa Senhora das Dores.
O forro da capela-mor, em abóbada, apresenta pintura de caráter ilusionista, de autoria de Antônio Martins da Silveira. Na composição pictórica constitui-se de quatro pilares apoiados sobre pedestais que parecem erguer-se das paredes da capela-mor. A ligação dos pilares com o altar-mor e o arco-cruzeiro é feita por meio de arcos plenos. Nos vãos livres encontram-se balcões com parapeito, destituídos de figuras da igreja. Sobre o altar-mor e o arco cruzeiro, vasos de flores complementam a decoração. No quadro central, a representação de Nossa Senhora da Boa Morte com uma espada na mão, apresentando aspecto de pintura a óleo. O restante da composição recebeu pintura a têmpera.

## Alunos ilustres
Por sua longa tradição, e por ter sido o local educativo da elite mineira durante o Império e a Primeira República, o Seminário de Mariana teve em seus quadros importantes alunos, figuras proeminentes no cenário nacional, no clero, política e na intelectualidade.
- Lista de alunos ilustres.